# Јевта Аздејковић
Јевта Аздејковић (Крагујевац, 3. фебруар 1924 — 26. јун 2000) био је српски уметник. Студирао на Академији ликовних уметности у Београду у класи професора Ивана Табаковића од 1946. до 1948. године. На Академији ликовних уметности у Љубљани, у школској 1948/49. године.
Похађао је часове код професора Божидара Јакца и Максима Седеја. Предавао је цртање као хонорарни наставник у Крагујевачкој гимназији, учитељској школи и Женској стручној школи, 1955. и 1956. године. Био је члан ЛУК-а од 1968. године и УЛУС-а од 1987. године.